# Raymond (Automobilhersteller)
Raymond war ein französischer Hersteller von Automobilen.

## Unternehmensgeschichte
Das Unternehmen begann 1923 mit der Produktion von Automobilen. Die Verkaufsorganisation war in der Rue Saint-Honoré in Paris. 1925 endete die Produktion.

## Fahrzeuge
Das einzige Modell wurde aus Teilen von anderen Herstellern zusammengebaut. Für den Antrieb sorgte der Vierzylindermotor des Ford Modell T.